# 루트비히 1세 폰 헤센 대공
루트비히 1세(독일어: Ludwig I, 1753년 6월 14일 ~ 1830년 4월 6일)는 헤센 대공국의 초대 대공(재위: 1806년 8월 14일 ~ 1830년 4월 6일)이다. 헤센다름슈타트 방백령의 방백(재위: 1790년 4월 6일 ~ 1806년 8월 14일) 시절에는 루트비히 10세(독일어: Ludwig X)로 불렸다.
헤센다름슈타트 방백 루트비히 9세의 아들로 태어났다. 그의 어머니는 팔츠츠바이브뤼켄 공작 크리스티안 3세의 딸인 헨리에테 카롤리네이다. 1777년 2월 19일에는 사촌 여동생인 헤센다름슈타트의 루이제와 결혼했다.
1790년 아버지의 뒤를 이어 헤센다름슈타트 방백 루트비히 10세가 되었다. 1806년 라인 동맹에 참가하여 헤센 대공으로 즉위했고, 1830년 다름슈타트에서 죽었다. 대공위는 장남 루트비히 2세가 물려받았다.

## 자녀
- 루트비히 2세(1777~1848) 헤센 대공
- 루이제 카롤리네(1779~1811)
- 게오르크(1780~1856)
- 프리드리히(1788~1867)
- 에밀(1790~1856)
- 구스타프(1791~1806)